# Copahue
Copahue – aktywny stratowulkan znajdujący się na granicy Argentyny i Chile. Nazwa pochodzi z indiańskiego języka mapudungun: co „woda” i pahue „siarka”.

## Aktywność
22 grudnia 2012 roku o godz. 09:45 lokalnego czasu nastąpiła erupcja. Wulkan wyrzucał słup dymu i popiołu na wysokość 1,5 kilometra.